# The Complete Anita O’Day Verve/Clef Sessions
The Complete Anita O’Day Verve/Clef Sessions — бокс-сет американской певицы Аниты О’Дэй, выпущенный в июне 1999 года на лейбле Mosaic Records. В альбом вошло 198 записей, охватывающих 1952—1962 годы, 32-страничный буклет, включающий эссе и разбор сессий от автора Уилла Фридуолда, а также многочисленные фотографии из знаменитых каталогов Боба Парента, Уильямса Клакстона и Германа Леонарда. Этот сет выпущен тиражом 7500 копий.

## Отзывы критиков
| Оценки критиков               | Оценки критиков |
| Источник                      | Оценка          |
| ----------------------------- | --------------- |
| AllMusic                      | [ 2 ]           |
| Encyclopedia of Popular Music | [ 3 ]           |

Пол Верна из журнала Billboard написал: «Оголённый провод по имени Анита О’Дэй, которая в октябре отмечает свое 80-летие, является последней из великих джазовых певиц, чья карьера охватывает свинг и боп (и, конечно, эпоху рока). Поклонники подтверждают, что она часто превосходила даже свою современницу Эллу Фицджеральд и часто была более смелой. Её хрипловатый голос, исполняющий баллады, также породил „крутую школу“ вокалистов. Классические записи на этом красивом бокс-сете являются лучшими произведениями О’Дэй и заслуживают внимания. О’Дэй практически неизвестна многим молодым слушателям, которые, возможно, сначала захотят попробовать любое из девяти переизданий её отдельных альбомов Verve, включая только что вышедшую совместную работу с королём латиноамериканских вибраций Колом Чедером „Time For Two“. Ознакомьтесь с её уверенной реконструкцией „Tea For Two“ и её самой известной интерпретацией баллады „A Nightingale Sang In Berkeley Square“».
Рецензент All About Jazz С. Эндрю Хован: «В мире песни, несомненно, есть стилисты, а также настоящие джазовые вокалисты. Что касается последней категории, то Аниту О’Дэй следует считать одной из немногих, кто создал записанное наследие, столь же важное, как наследие любого джазового инструменталиста. Разборчивая исполнительница с солидным музыкальным опытом, поговаривают, что нет более простого способа отвлечь О’Дэй, чем вручить ей листок с напечатанными текстами, поскольку она хочет увидеть всю партитуру в соответствии с тем, как её партия вписывается в аранжировку. Это внимание к деталям пронизывает каждую ноту, представленную здесь. Этот материал действительно является краеугольным камнем её наследия. Здесь так много интересного, что этот сет, несомненно, принесет новые открытия на долгие годы вперед».
Музыкальный критик Уилл Фридуолд заявил, что этот бокс-сет привлёк к певице новое внимание и напомнил всем о том, как она была великолепна.

## Список композиций

### Первый диск
1. «Lover, Come Back to Me» — 2:24
2. «Lullaby of the Leaves» — 3:06
3. «Rock and Roll Blues» — 3:15
4. «Love for Sale» — 3:33
5. «No Soap, No Hope Blues» — 2:31
6. «Speak Low» — 2:35
7. «The Lady Is a Tramp» — 2:37
8. «Strawberry Moon» — 3:06
9. «Pagan Love Song» — 2:37
10. «Ain’t This A Wonderful Day» — 2:38
11. «Somebody’s Cryin'» — 2:58
12. «Vaya Con Dios (May God Be with You)» — 3:37
13. «The Gypsy In My Soul» — 2:31
14. «Just One of Those Things» — 2:38
15. «The Man I Love» — 4:10
16. «Frankie and Johnny» — 3:34
17. «Anita’s Blues» — 3:23
18. «I Cover the Waterfront» — 3:43
19. «I Didn’t Know What Time It Was» — 3:40
20. «Let’s Fall In Love» — 2:23
21. «You’re Getting To Be A Habit With Me» — 2:42
22. «From This Moment On» — 3:09
23. «You Don’t Know What Love Is» — 2:54
24. «Medley: There Will Never Be Another You/Just Friends» — 3:12

### Второй диск
1. «Beautiful Love» — 2:36
2. «As Long as I Live» — 3:37
3. «Who Cares?» — 3:13
4. «Fine and Dandy» — 2:25
5. «I Fall in Love Too Easily» — 2:52
6. «I Can’t Get Started» — 3:52
7. «A Nightingale Sang in Berkeley Square» — 4:00
8. «Time After Time» — 4:05
9. «You’re the Top» — 2:23
10. «No Moon at All» — 2:26
11. «Honeysuckle Rose» — 3:12
12. «I’ll See You In My Dreams» — 2:48
13. «Boogie Blues» — 3:50
14. «Opus One» — 3:31
15. «That’s What You Think» — 3:57
16. «Let Me Off Uptown» — 3:20
17. «Drummin' Man» — 3:12
18. «Slow Down» — 3:32
19. «Memories of You» — 2:53

### Третий диск
1. «I’m With You» — 2:04
2. «The Rock And Roll Waltz» — 2:44
3. «The Getaway and the Chase» — 2:25
4. «Your Picture’s Hanging Crooked On The Wall» — 2:29
5. «We Laughed At Love» — 3:09
6. «I’m Not Lonely» — 3:03
7. «Don’t Be That Way» — 2:31
8. «Let’s Face the Music and Dance» (Alternative Take) — 3:15
9. «Let’s Face the Music and Dance» — 3:15
10. «I Used to Be Color Blind» — 3:07
11. «Pick Yourself Up» — 3:03
12. «There’s a Lull in My Life» — 3:16
13. «Man With A Horn» — 3:53
14. «Ivy» — 2:45
15. «Stars Fell On Alabama» — 2:49
16. «Stars Fell On Alabama» (Alternative Take) — 2:48
17. «Let’s Begin» — 2:18
18. «Sweet Georgia Brown» — 4:11
19. «I Never Had A Chance» — 4:21
20. «Stompin' at the Savoy» — 3:17
21. «I Won’t Dance» — 3:24

### Четвёртый диск
1. «Medley: ’S Wonderful / They Can’t Take That Away from Me» — 2:55
2. «Love Me or Leave Me» — 2:32
3. «Old Devil Moon» — 2:51
4. «Tenderly» — 3:19
5. «We’ll Be Together Again» — 3:36
6. «Stella by Starlight» — 2:03
7. «Them There Eyes» — 2:36
8. «Takin' a Chance on Love» — 2:21
9. «I’ve Got the World on a String» — 3:57
10. «You Turned the Tables on Me» — 3:39
11. «Bewitched, Bothered and Bewildered» — 3:54
12. «But Not for Me» — 2:50
13. «Medley: I Have a Reason for Living / My Love for You» — 4:44
14. «Varsity Drag» — 1:41
15. «It Never Entered My Mind» — 3:04
16. «Tea for Two» — 3:55
17. «Everytime I’m with You» — 2:09
18. «Have You Met Miss Jones?» — 2:10
19. «The Wildest Gal in Town» — 2:35
20. «Star Eyes» — 2:50
21. «Loneliness Is a Well» — 3:18
22. «The Song Is You» — 3:20

### Пятый диск
1. «What’s Your Story, Morning Glory?» — 3:48
2. «My Funny Valentine» — 3:34
3. «Sing, Sing, Sing» — 3:30
4. «Body and Soul» — 3:20
5. «The Peanut Vendor» — 2:39
6. «Frenesi» — 3:02
7. «Take the „A“ Train» — 2:49
8. «Tenderly» — 2:38
9. «Four Brothers» — 2:23
10. «Early Autumn» — 3:09
11. «Interlude (A Night in Tunisia)» — 2:34
12. «Four» — 2:49
13. «Come Rain or Come Shine» — 2:13
14. «You’re a Clown» — 2:30
15. «Easy Come, Easy Go» — 3:10
16. «A Lover Is Blue» — 2:59
17. «Mack the Knife» — 3:06
18. «Gone With the Wind» — 2:24
19. «Hershey Bar» — 2:05
20. «My Heart Belongs to Daddy» — 2:51
21. «Orphan Annie» — 2:00
22. «The Way You Look Tonight» — 2:09
23. «It Had to Be You» — 3:10
24. «Hooray for Hollywood» — 2:21

### Шестой диск
1. «Just One of Those Things» — 2:06
2. «Love for Sale» — 2:42
3. «All of You» — 1:40
4. «Easy to Love» — 2:01
5. «You’d Be So Nice to Come Home To» — 1:48
6. «I Get a Kick Out of You» — 2:21
7. «I Love You» — 1:56
8. «I’ve Got You Under My Skin» — 1:46
9. «Get Out of Town» — 2:30
10. «What Is This Thing Called Love?» — 2:30
11. «Night and Day» — 2:00
12. «It’s De-Lovely» — 2:03
13. «Falling in Love With Love» — 1:26
14. «Johnny One Note» — 1:50
15. «Lover» — 1:59
16. «Have You Met Miss Jones?» — 1:50
17. «Little Girl Blue» — 2:58
18. «Spring Is Here» — 2:42
19. «It Never Entered My Mind» — 2:21
20. «Bewitched, Bothered and Bewildered» — 4:17
21. «I’ve Got Five Dollars» — 1:44
22. «To Keep My Love Alive» — 3:10
23. «Ten Cents a Dance» — 2:14
24. «I Could Write a Book» — 2:07

### Седьмой диск
1. «It Could Happen to You» — 2:36
2. «Blue Champagne» — 2:34
3. «Avalon» — 2:11
4. «Old Devil Moon» — 3:01
5. «The Party’s Over» — 3:10
6. «Why Shouldn’t I?» — 3:06
7. «Easy Living» — 3:17
8. «Can’t We Be Friends?» — 2:14
9. «Slaughter on Tenth Avenue» — 5:48
10. «If I Love Again» — 2:47
11. «Speak Low» — 3:02
12. «Indian Summer» — 3:13
13. «Yesterdays» — 5:10
14. «Mad About the Boy» — 3:25
15. «That Old Feeling» — 2:26
16. «Waiter, Make Mine Blues» — 3:20
17. «When Sunny Gets Blue» — 3:01
18. «Angel Eyes» — 3:38
19. «Whatever Happened to You» — 4:39
20. «A Blues Serenade» — 3:00
21. «The Thrill Is Gone» — 2:12
22. «Goodbye» — 3:38
23. «Stella by Starlight» — 2:48

### Восьмой диск
1. «Detour Ahead» — 4:22
2. «Trav’lin' Light» — 3:32
3. «Don’t Explain» — 3:09
4. «I Hear Music» — 2:13
5. «Crazy He Calls Me» — 3:23
6. «Lover, Come Back to Me» — 2:48
7. «If the Moon Turns Green» — 2:53
8. «Remember» — 2:37
9. «What A Little Moonlight Can Do» — 2:27
10. «The Moon Looks Down and Laughs» — 3:55
11. «Some Other Spring» — 2:25
12. «Miss Brown to You» — 4:00
13. «God Bless the Child» — 2:06
14. «One More Mile» — 2:39
15. «The Ballad of the Sad Young Men» — 4:23
16. «Up State» — 2:30
17. «You Came a Long Way From St. Louis» — 4:12
18. «Senor Blues» — 2:44
19. «Boogie Blues» — 3:44
20. «A Woman Alone With the Blues» — 3:18
21. «I Want to Sing a Song» — 2:42
22. «Night Bird» — 3:56
23. «Do Nothin' Till You Hear from Me» — 4:06

### Девятый диск
1. «Peel Me A Grape» — 3:03
2. «Spring Will Be A Little Late This Year» — 3:23
3. «The Party’s Over» — 2:19
4. «Your Red Wagon» — 2:48
5. «It Shouldn’t Happen to a Dream» — 2:59
6. «Thanks for the Memory» — 2:45
7. «Just in Time» — 2:48
8. «Under a Blanket of Blue» — 2:22
9. «An Occasional Man» — 2:28
10. «I Believe In You» — 2:23
11. «Mister Sandman» — 1:55
12. «I’m Not Supposed to Be Blue Blues» — 2:33
13. «All Too Soon» — 3:15
14. «Let Me Off Uptown» — 2:59
15. «Fly Me to the Moon» — 3:48
16. «When the World Was Young» — 3:31
17. «My Ship» — 4:29
18. «Whisper Not» — 2:54

## Участники записи
- Квинтет Роя Крола (треки с 1-5 по 1-8)
- Оркестр Ларри Расселла[англ.] (треки с 1-9 по 1-12)
- Оркестр Бадди Бергмана[англ.] (треки с 3-1 по 3-6 и с 3-12 по 3-21)
- Оркестр Расса Гарсии[англ.] (треки с 5-1 по 5-6 и с 7-13 по 8-1)
- Оркестр Марти Пейча (треки с 5-7 по 5-12)
- Оркестр Джимми Джуффри[англ.] (треки с 5-13 по 5-24)
- Оркестр Билли Мэя[англ.] (треки с 6-1 по 6-24)
- Оркестр Билла Холмана[англ.] (треки с 7-1 по 7-12)
- Оркестр Джонни Мэндела (треки с 8-2 по 8-7)
- Оркестр Гэри Макфарланда (треки с 8-14 по 8-23)
- Трио The Three Sounds[англ.] (треки с 9-13 по 9-18)